# Алонте
Алонте (итал. Alonte) је насеље у Италији у округу Виченца, региону Венето.
Према процени из 2011. у насељу је живело 689 становника. Насеље се налази на надморској висини од 37 м.

## Становништво
Према резултатима пописа становништва 2011. у општини је живело 1.647 становника.
| 1931. | 1936. | 1951. | 1961. | 1971. | 1981. | 1991. | 2001. | 2011. |
| ----- | ----- | ----- | ----- | ----- | ----- | ----- | ----- | ----- |
| 1.198 | 1.222 | 1.096 | 815   | 644   | 686   | 870   | 1.239 | 1.647 |